# Wilhelm av Hohenzollern-Sigmaringen

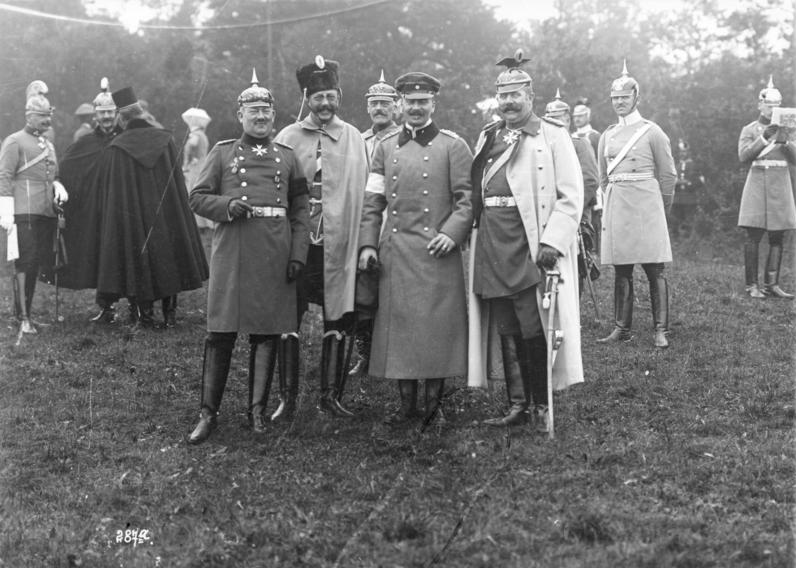
Wilhelm av Hohenzollern (i pickelhuva i främre raden till vänster) under en ”kejsarmanöver” (1909)

Wilhelm av Hohenzollern-Sigmaringen (fullständigt tyskt namn: Wilhelm August Karl Joseph Peter Ferdinand Benedikt Fürst von Hohenzollern), född den 7 mars 1864 på slottet Benrath utanför Düsseldorf, död den 22 oktober 1927 i Sigmaringen, var en tysk aristokrat. Från 1905 till 1927 var han huvudman för den detroniserade fursteätten Hohenzollern-Sigmaringen. 

## Biografi
Han var son till Leopold av Hohenzollern-Sigmaringen och Antonia av Portugal.
Wilhelm gifte sig första gången 1889 med Maria Teresa av Bourbon-Bägge Sicilierna (1867–1909). Andra gången Wilhelm gifte sig var 1915 med Adelgunde av Bayern (1870–1958), dotter till kung Ludwig III av Bayern och Maria Teresia av Österrike-Este.

## Barn
- Augusta Viktoria (1890–1966), som gifte sig första gången 1913 med Manuel II av Portugal (1889-1932), andra gången 1939 med greve Robert Douglas (1880-1955).

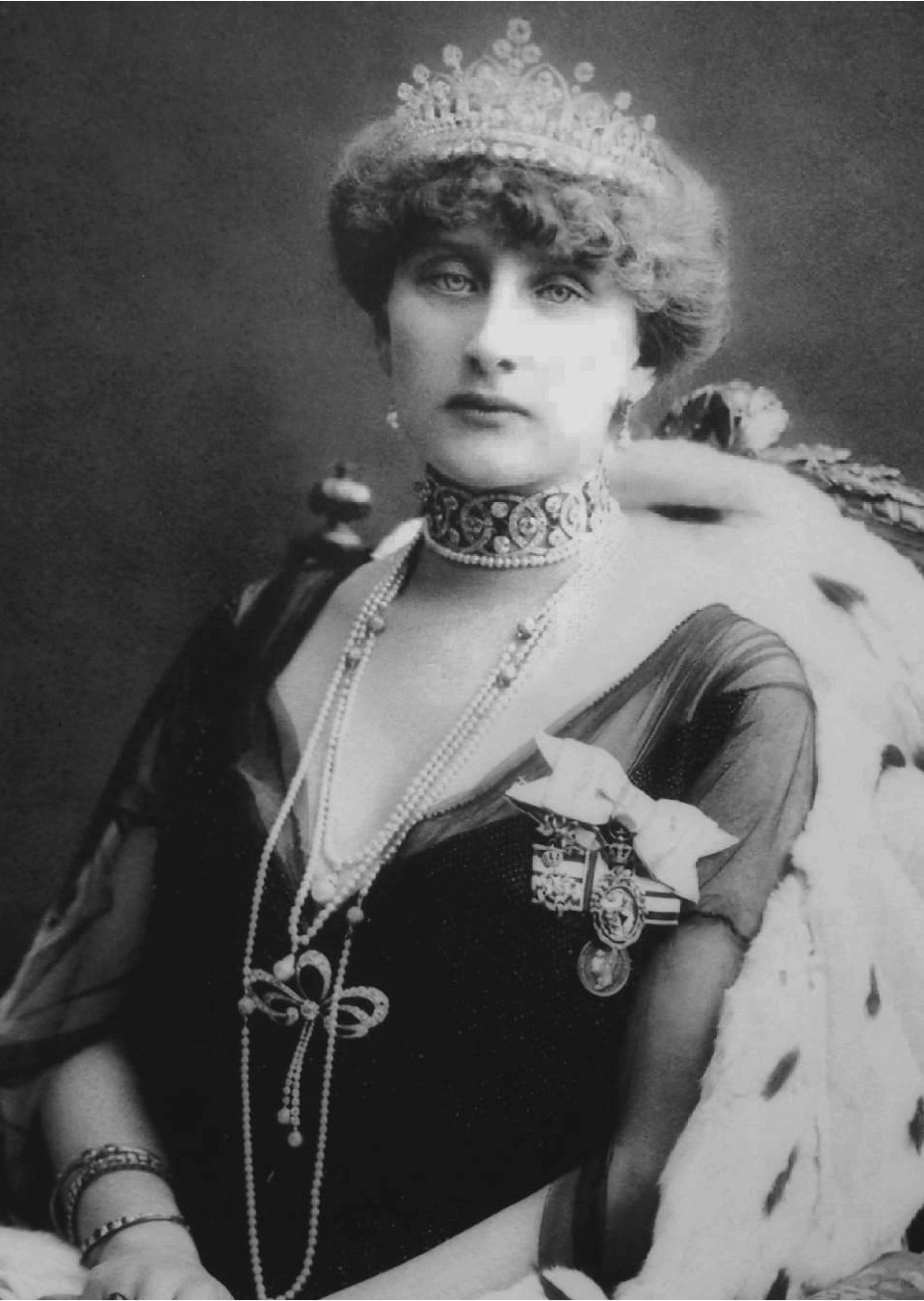
Augusta Viktoria, 1915.

- Fredrik av Hohenzollern-Sigmaringen (1891–1965); gift 1920 med Margarete av Sachsen (1900–1962)

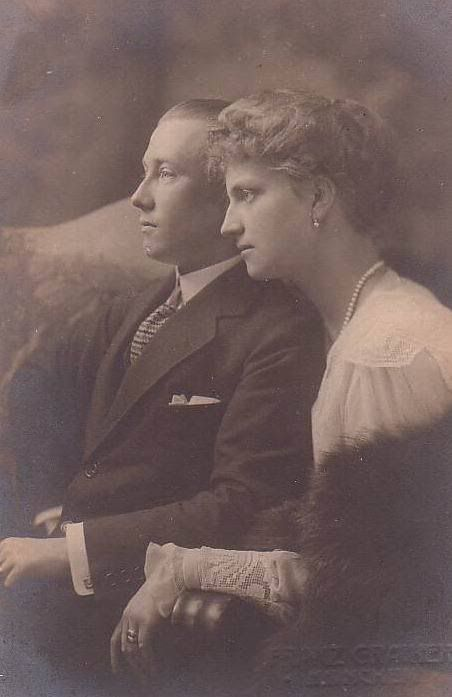
Fredrik av Hohenzollern-Sigmaringen tillsammans med makan Margarete av Sachsen, 1921.

- Franz Joseph av Hohenzollern-Emden (1891–1964); gift 1921 med Maria Alix av Sachsen (1901–1990)

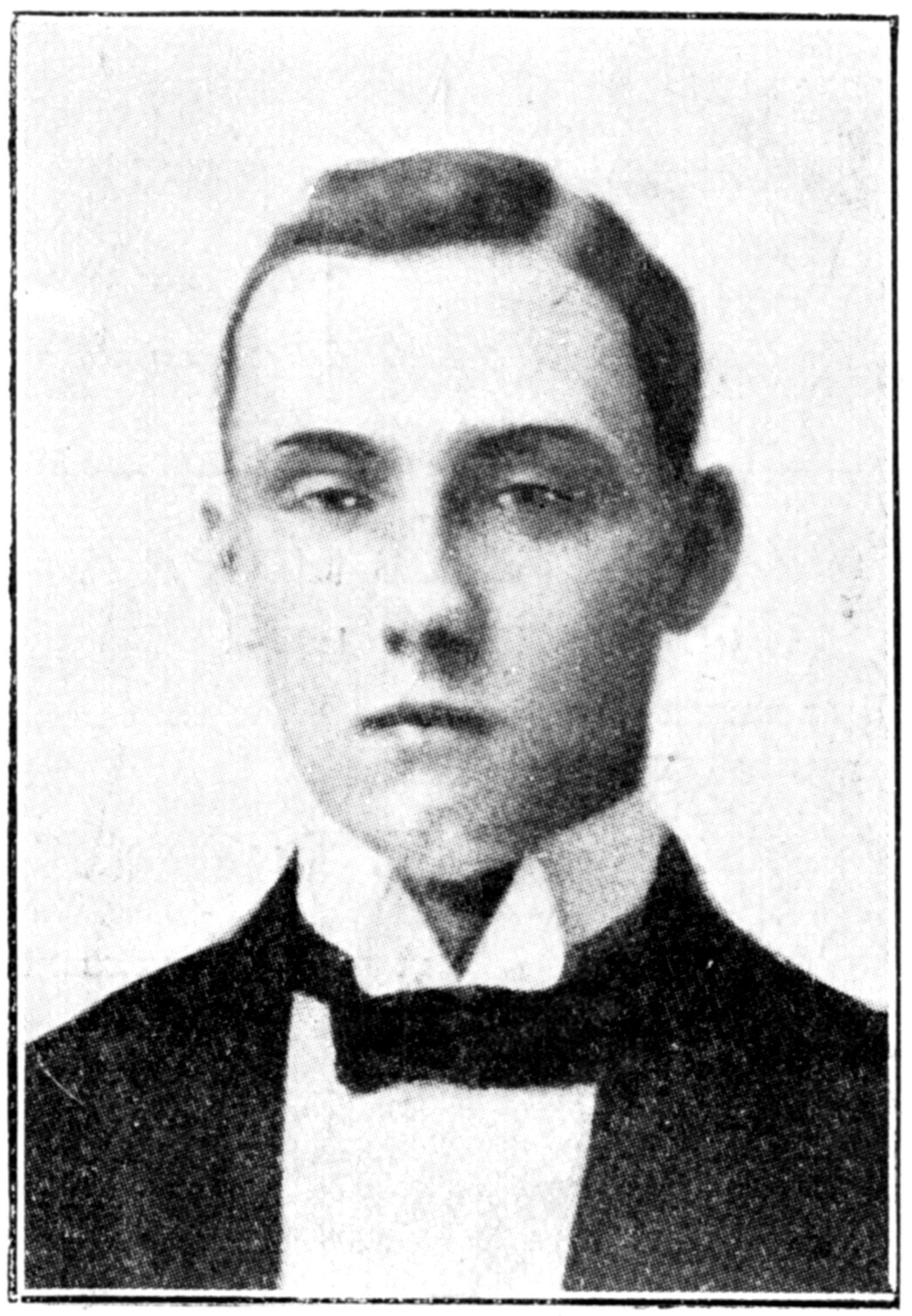
Franz Joseph av Hohenzollern-Emden, 1914.